# Fiat S.p.A.
Fiat S.p.A. (acrónimo en italiano de «Fabbrica Italiana Automobili Torino» y abreviación de «Società per Azioni», informalmente Grupo Fiat) fue uno de los mayores grupos industriales y automotrices de Europa y el mayor de Italia. Fue fundado el 11 de julio de 1899 en Turín, capital de la región de Piamonte donde permanecía su sede, actualmente en la histórica fábrica de Fiat Lingotto. Sus actividades estaban relacionadas desde su fundación con la industria automotriz, pero posteriormente también con la petroquímica, energética, ferroviaria y aeroespacial entre otras.
Tenía varias subsidiarias de fabricación de automóviles: Fiat Group Automobiles que incluye las marcas Fiat, Fiat Professional, Alfa Romeo, Lancia y Abarth; y las marcas deportivas de lujo Ferrari y Maserati. Además, el grupo tenía varias subsidiarias de bienes de equipo y refacciones: Fiat Powertrain en cuanto motores y transmisiones, Magneti Marelli suministraba componentes, Teksid para piezas de metal y Comau el área de robótica. Históricamente mantenía la propiedad del diario turinés La Stampa.

## Historia
En 2007 Fiat Auto S.p.A, pasó a denominarse Fiat Group Automobiles (FGA); para proceder a la adquisición paulatina del grupo Norteamericano de automóviles  Chrysler Group LLC.  con sede en Detróit, (Míchigan, EE.UU). 
El 20 de enero de 2009, Fiat Group S.p.A. y Chrysler Group LLC. anunciaron su intención de formar una alianza global y que bajo términos de mandato, Fiat tomaría el 20% de participación sobre Chrysler y ganaría acceso a su red de distribución en América del Norte, a cambio de proveer a Chrysler de tecnología y plataformas para fabricar vehículos más pequeños y de mayor eficiencia de combustible en Estados Unidos y, al mismo tiempo, proveer acceso recíproco a la red de distribución local de Fiat. En julio de 2013, Fiat alcanzó el 68,49% del capital accionarial del grupo estadounidense y el uno de enero de 2014 se anunció el acuerdo para la adquisición por parte de Fiat S.p.A. del resto de la totalidad de las acciones del grupo estadounidense. En enero de 2014, FIAT fusionó consigo a la reciente y legalmente constituida Chrysler Group LLC, (2011), lo cual dará paso a ser denominada como FCA Group (Fiat Chrysler Automobiles N.V.).
Durante este proceso en el año 2014, se dará lo que es la inclusión en la nueva FCA LLC., de todas las marcas, modelos y divisiones tecnológicas del que es uno de los tres grandes fabricantes norteamericano de vehículos; STR, MOPAR, DODGE, CHRYSLER y etc; así como las subdivisiones deportivas del grupo. 
Ferrari S.p.A, pasará a cotizar por sí misma y por separado del grupo FCA, aunque el control seguirá siendo y estando bajo la familia Agnelli (ex Fiat Auto S.p.A), ahora EXOR N.V..
No conformarán parte de la nueva FCA la marca de vehículos Fiat Professional y la división de vehículos industriales IVECO. Ya que a la par y en fechas paralelas, el 1 de enero de 2011 las actividades de bienes de equipo del grupo, que incluían vehículos comerciales, camiones, autobuses, maquinaria de construcción y para la agricultura, se escindirán de Fiat S.p.A. y se agruparan en una multinacional que cotizará de forma independiente bajo una nueva empresa matriz denominada FPT Industrial (Posteriormente CASE - NEW HHOLLAND N.V.) con la cual compartía su accionariado principal, sede y consejo de dirección.
Durante 2020 se producirán una serie de negociaciones con Renault y PSA Groupe y que dará a lugar a un acuerdo industrial de fusión con la segunda. El acuerdo subraya que se dará entre los grupos FCA Y PSA en un formato de % 50/50. y que se llevará a cabo durante el año 2021.
Ambos grupos industriales; y todas sus subsidiarias quedarán bajo el amparo y dirección del nuevo consorcio industrial neerlandés Stellantis N.V. creado a tal efecto, teniendo su sede central en los Países Bajos.

## Subsidiarias
El grupo se estructura en dos grandes subgrupos. En primer lugar, las divisiones automotrices son Fiat Group Automobiles, Chrysler Group LLC, Ferrari y Maserati. Por otra parte, las divisiones relacionadas con los componentes y los sistemas de producción son Fiat Powertrain, Magneti Marelli, Teksid y Comau.

### Automóviles

#### Fiat Group Automobiles
Con sede en Turín, es propiedad 100% de Fiat S.p.A. Incluye las actividades de diseño y fabricación de automóviles de consumo. Como pionero de la industria automotriz, fabricó su primer automóvil en 1899. Actualmente se cifran en 90 millones las unidades fabricadas y algunos de sus modelos han dejado huella en la historia del automóvil, una de ellas es el Fiat 500 el cual se convirtió en todo un hito en la historia automotriz. Tiene centros de producción en Italia, Polonia, Brasil y Argentina. Sus actividades industriales también incluyen una empresa conjunta en Francia, Turquía, India o China. Opera bajo las marcas:

Algunos modelos representativos fabricados por las marcas del grupo:
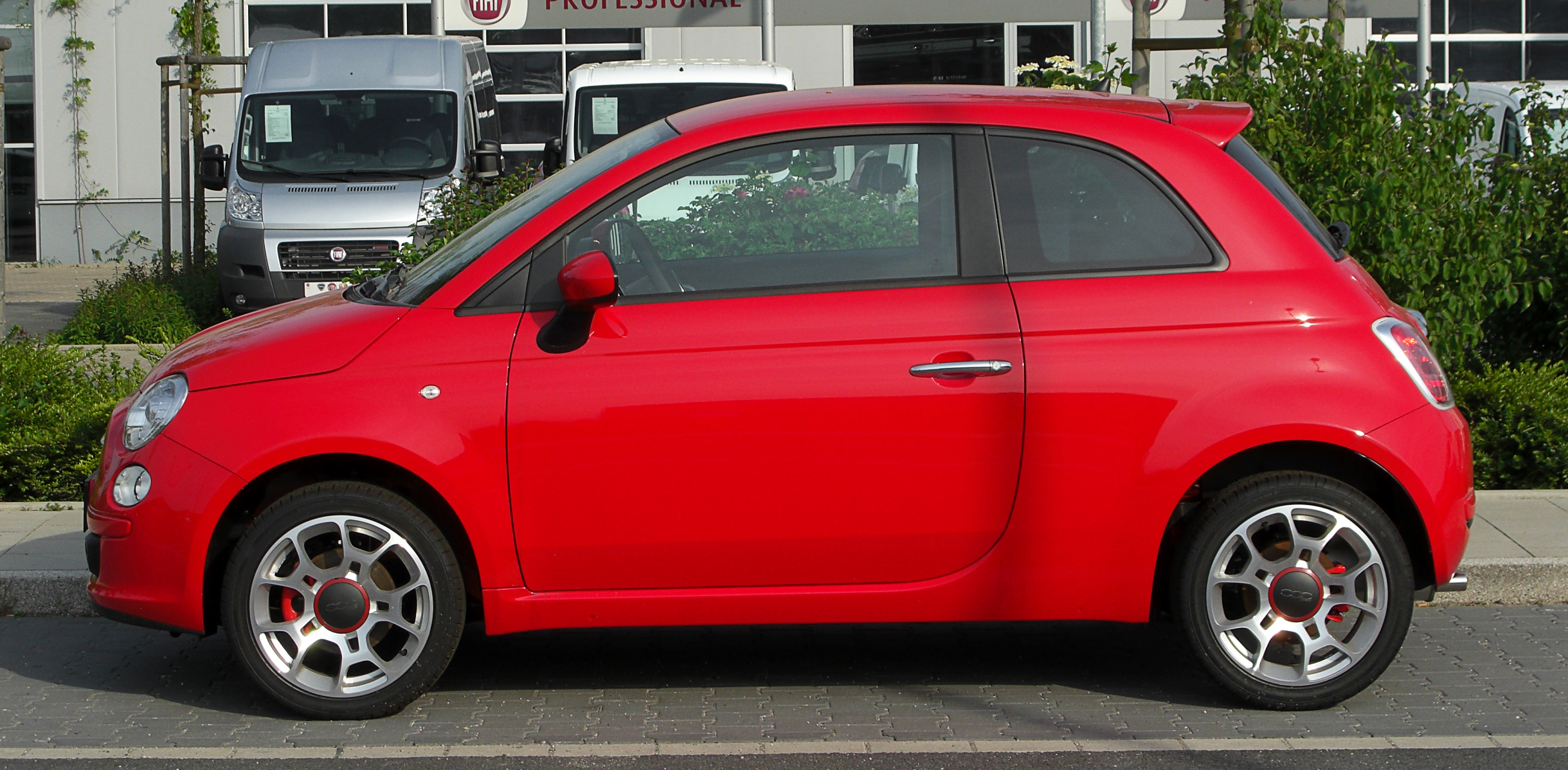
Fiat 500 1.4 16V Rosso Corsa en Düsseldorf en 2011
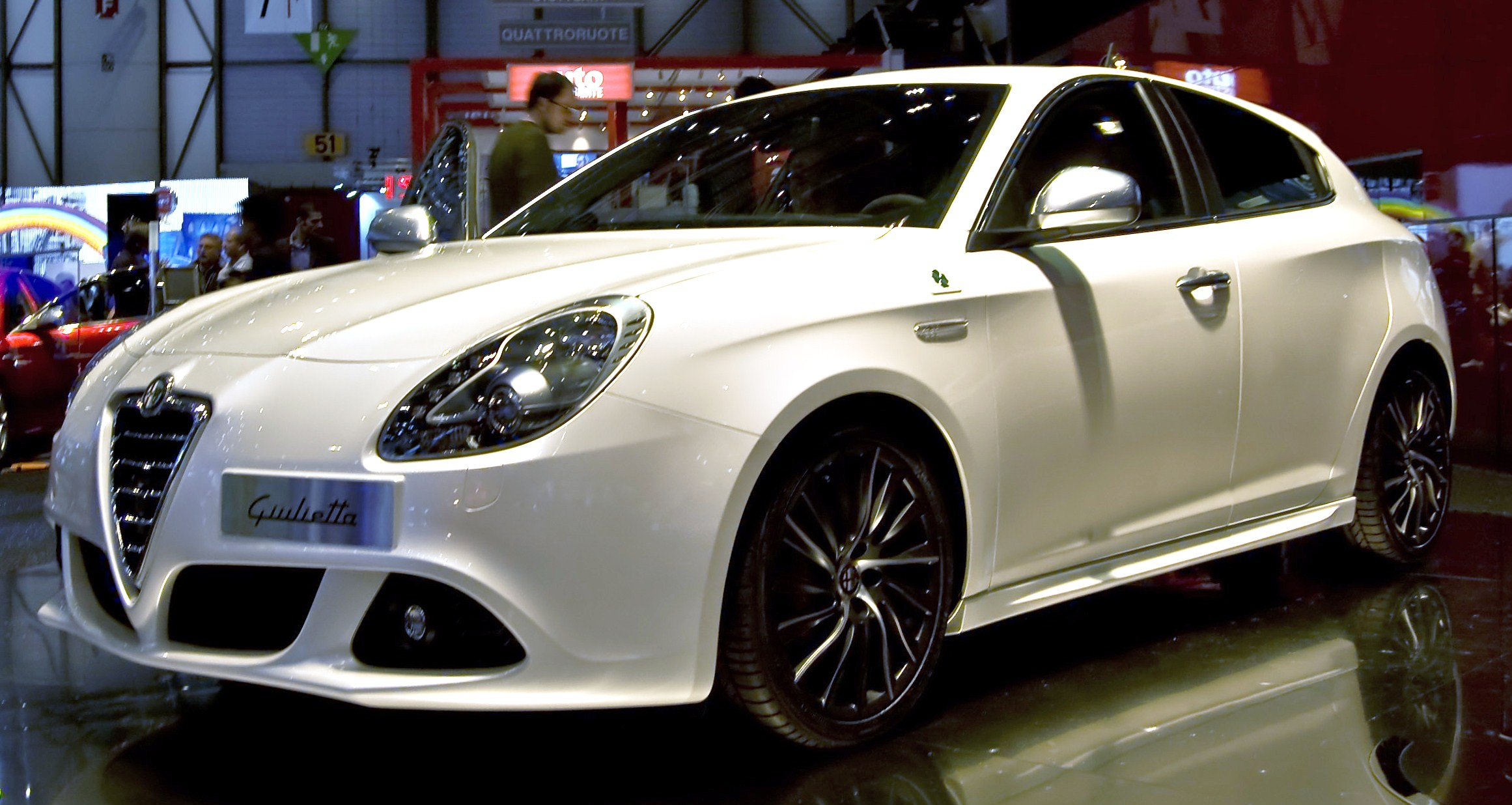
Alfa Romeo Giulietta
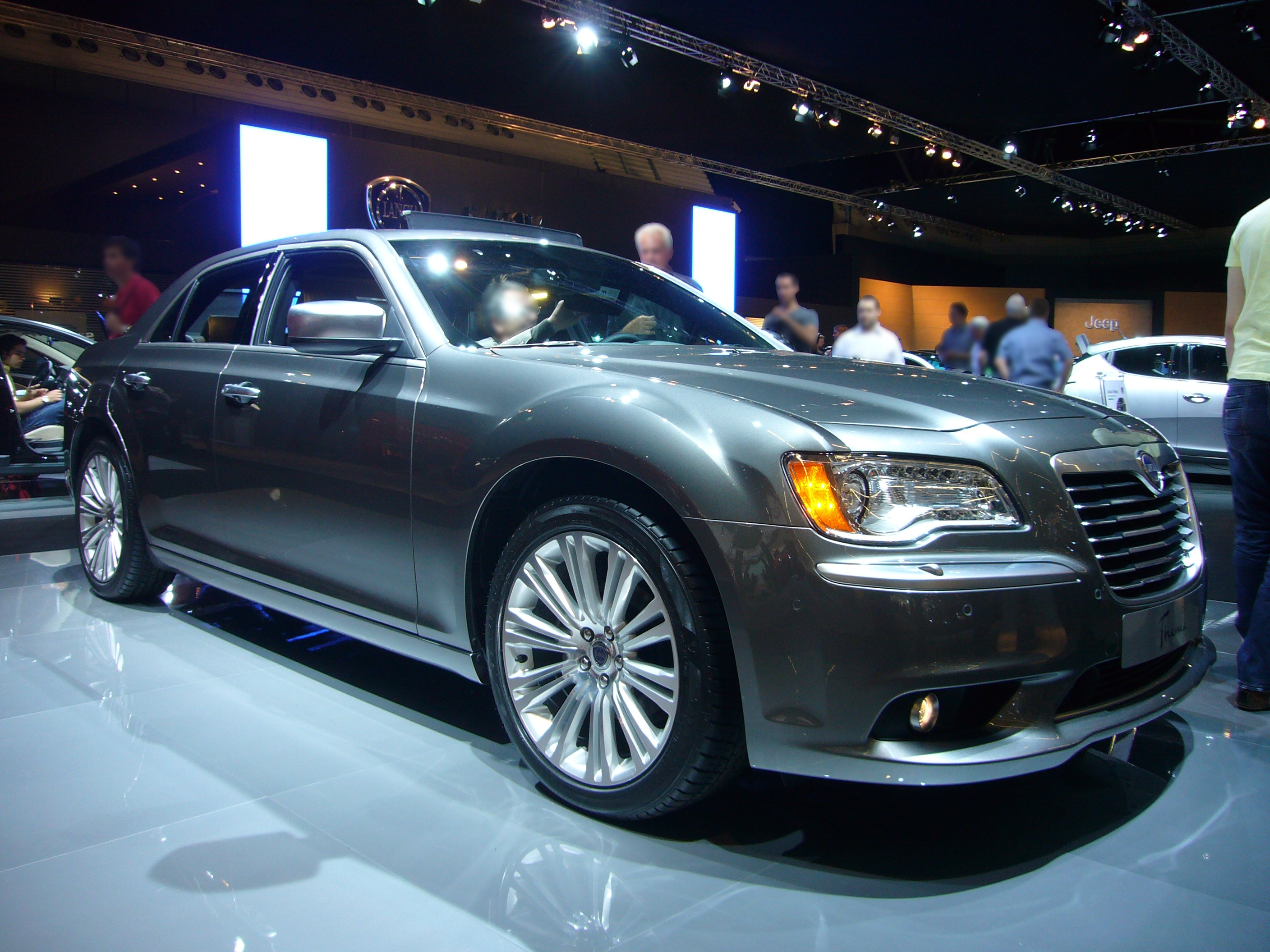
Lancia Thema
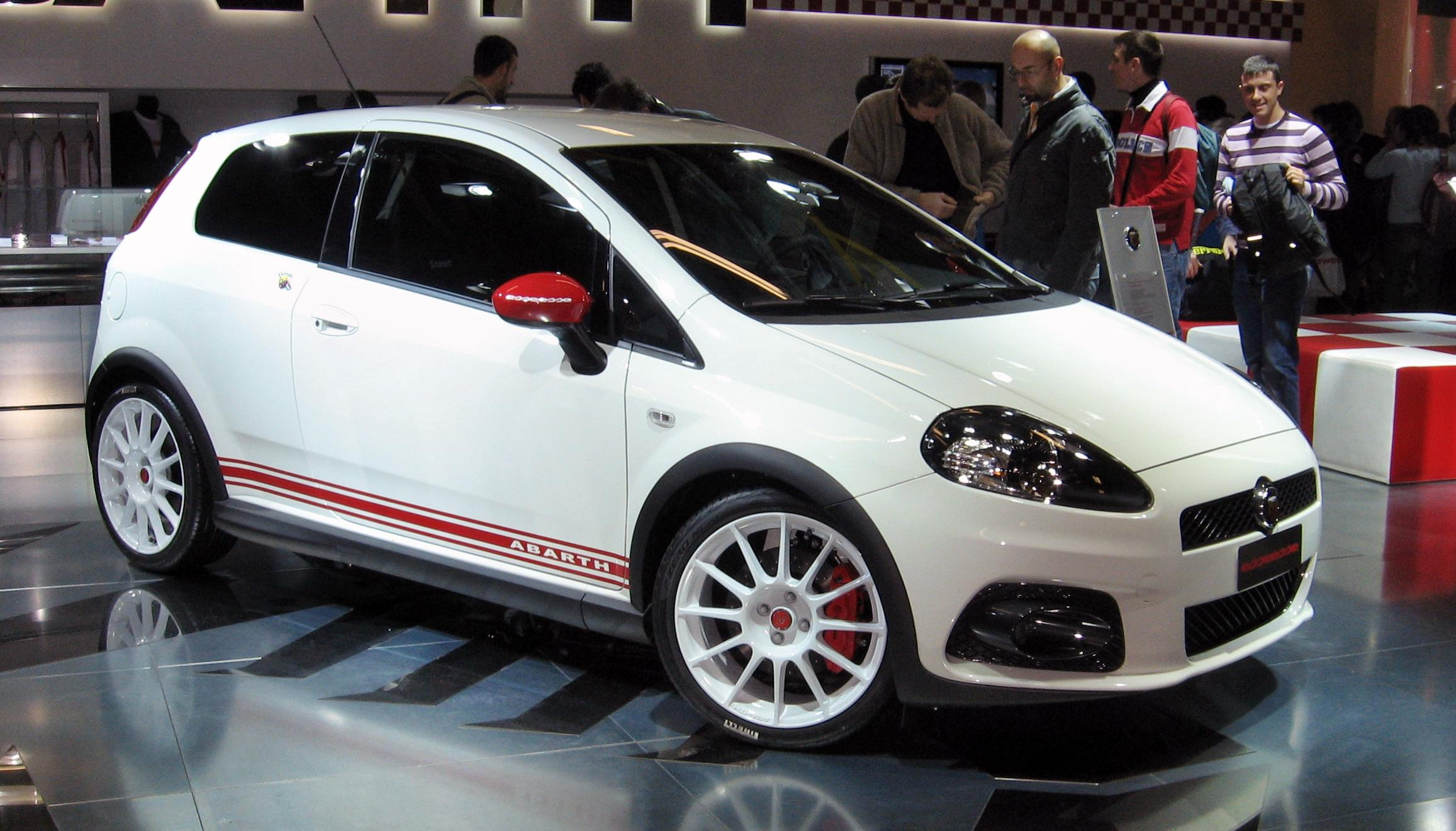
Abarth Grande Punto
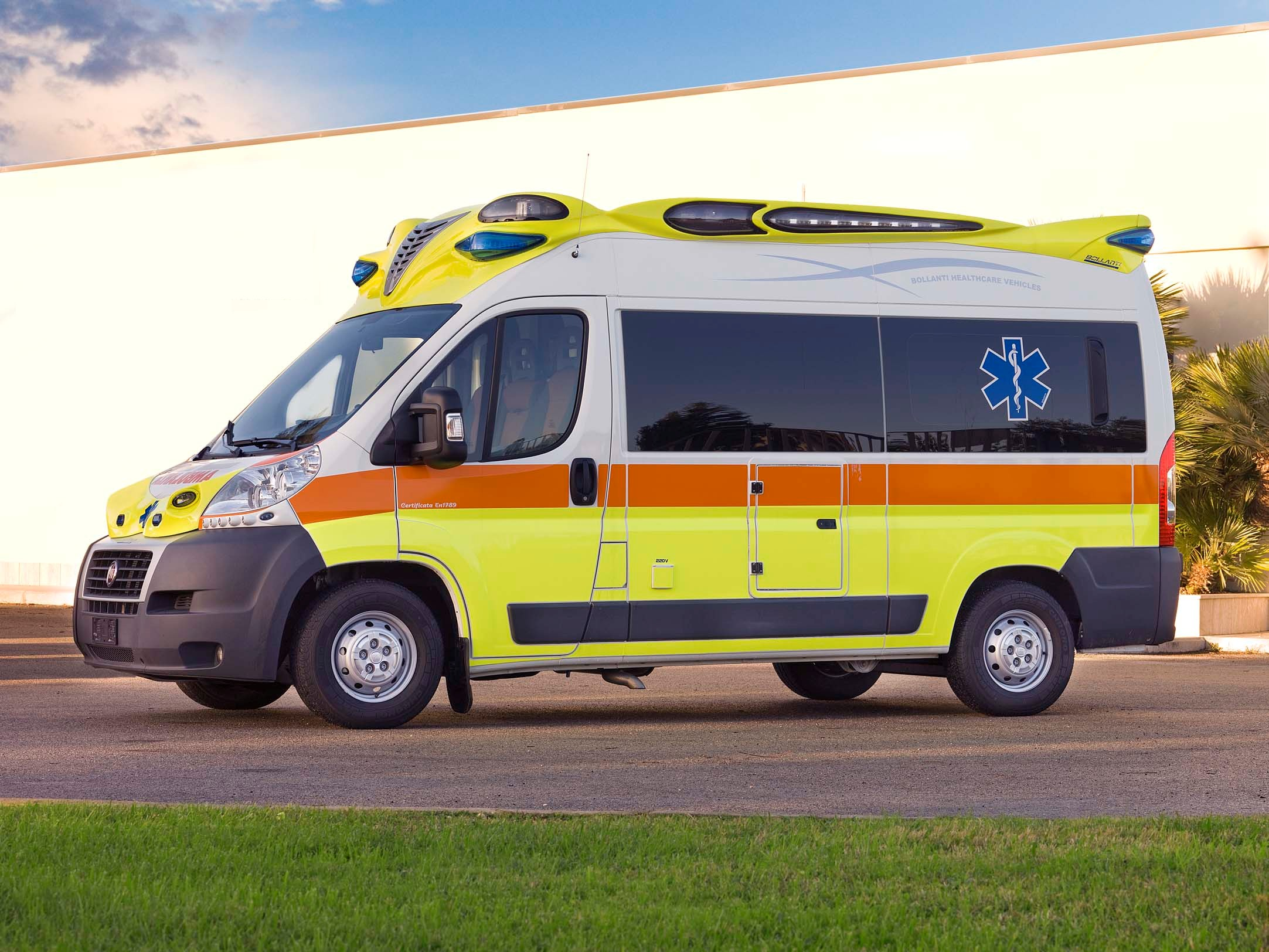
Ambulancia Fiat Professional Ducato de 2010

#### Chrysler Group LLC
Con sede en Auburn Hills, Chrysler Group LLC, desde enero de 2014, es perteneciente al grupo en su totalidad. Después de declarar su quiebra el gobierno de Estados Unidos en 2009. El grupo industrial, se fue haciendo en distintas etapas de paquetes accionariales, concluyendo en 2014, la compra total del 32% del accionariado restante, del cual el fondo VEBO, era el principal propietario. La empresa estadounidense, entró a formar parte al 100% del capital bajo la propiedad de Fiat S.p.A. Cuenta con centros de producción en Canadá, Estados Unidos y México. Opera bajo las marcas: Chrysler, Dodge, Jeep, Ram Trucks, Mopar y SRT.

#### Ferrari

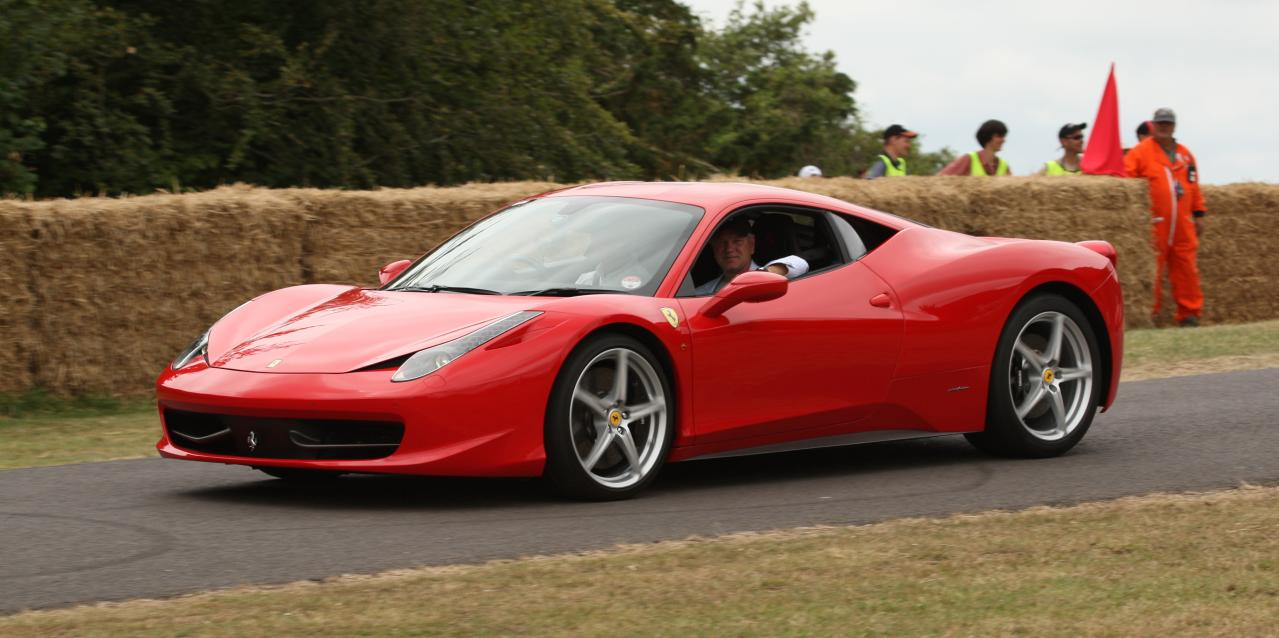
Ferrari 458 Italia en el Festival de la Velocidad de Goodwood de 2010

Con sede en Maranello, Ferrari era de su propiedad en un 90% del grupo. La exclusiva marca de competición es reconocida mundialmente por sus estilizados diseños y su participación en la Fórmula 1. Su participación en este deporte ha sido premiada en dieciséis ocasiones con el campeonato de mundo de constructores. Hasta la temporada 2022 de Fórmula 1, el español Carlos Sainz Jr. y el monegasco Charles Leclerc formaban parte de la Scuderia Ferrari, como antes lo hicieran Michael Schumacher, Fernando Alonso, Alain Prost, Niki Lauda o Juan Manuel Fangio, entre otros.

#### Maserati

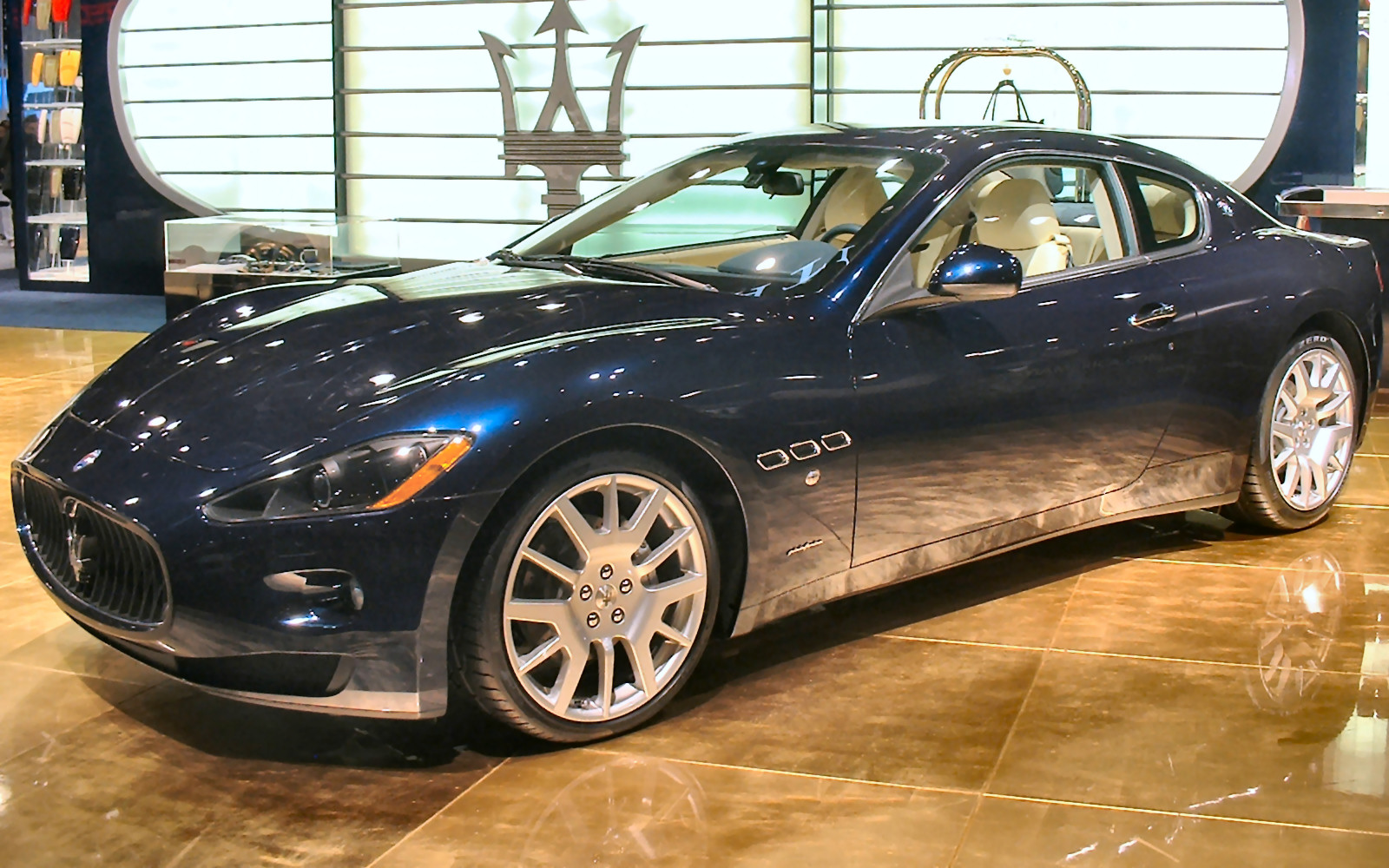
Maserati GranTurismo en el Salón del Automóvil de Nueva York

Con sede en Módena, es propiedad en un 100% de Fiat S.p.A. Se posiciona como la marca de máximo lujo del grupo sin olvidar la deportividad. Ha ganado de forma continua los últimos seis títulos del Campeonato de Gran Turismo.

### Componentes y sistema de producción

#### Fiat Powertrain
Con sede en Turín, ha sido una subsidiaria del grupo que abarca todas las actividades relativas diseño y fabricación de motores y transmisiones. Su cliente principal es Fiat Group Automobiles, aunque suministra sus productos a otros grupos automovilísticos. Es propiedad de Fiat S.p.A. al 100%.

#### Magneti Marelli
Es una empresa italiana subsidiaria de Fiat S.p.A. para el desarrollo y fabricación de sistemas, módulos y componentes para la industria de la automoción. Tiene su sede en la ciudad italiana de Corbetta y es propiedad del grupo en su totalidad.

#### Teksid
Es un grupo empresarial italiano subsidiaria cuya propiedad pertenece en un 84.8% propiedad de Fiat S.p.A. Su misión es la producción de hierro, aluminio y piezas de fundición. Desarrolla sus operaciones en Norte y Sur América, Europa y Asia. Dispone de una capacidad de producción de aproximadamente 600.000 toneladas anuales, siendo líder mundial en fundición de aluminio para la industria del automóvil.

#### Comau
Es una empresa italiana con sede en Turín especializada en la automatización industrial, la robótica y su mantenimiento; especialmente para la industria automotriz. Es líder mundial en el campo de la soldadura automática y la pintura. Es propiedad en un 100% de Fiat S.p.A.

### Otros

#### Itedi
Es una empresa italiana con sede en Milán, subsidiaria de Fiat S.p.A. Es editora del diario italiano La Stampa y propietaria de la agencia de publicidad PubliKompass.

#### RCS Mediagroup
Desde 2013, el grupo automotriz es el principal accionista de RCS Mediagroup, con un 20.55% de participación, siendo en aquel entonces el mayor grupo editorial italiano.

## Fábricas
Fiat cuenta con 181 plantas de producción en 30 países. Se encuentran concentradas principalmente en Europa, América del Norte y América del Sur.

## Movilidad sostenible
El grupo viene investigando y desarrollando la movilidad verde, con avances tales como contar según ADAC con el automóvil de consumo más económico de Europa, ser líder en motores movidos por etanol, ser Fiat la marca europea con menos emisiones, contar con motores capaces de funcionar con cuatro combustibles diferentes o haber sido reconocido su liderazgo en sostenibilidad al entrar el grupo en 2009, 2010, 2011 y 2012 en el prestigioso Dow Jones Sustainability y en los índices Dow Jones Sustainability STOXX, que solo admiten a las mejores compañías en términos de economía social y gestión medioambiental.

## Resultados financieros
En 2012, sus ingresos totales ascendían a 83 957 000 000 €, un beneficio de explotación de 3 677 000 000 €, con un beneficio neto de 1 411 000 000 € y un total de 214 834 empleados. Para 2014, reportaba una disminución en su capital social de 4 477 000 000 €.
El grupo cerró el año 2012 con una facturación conjunta de 109 752 000 000 €. Estos ingresos se repartían de la siguiente manera:
| Zona           | Fiat S.p.A. (millones de €) | Fiat Industrial S.p.A. (millones de €) | Total   |
| -------------- | --------------------------- | -------------------------------------- | ------- |
| EMEA           | 20.150                      | 10.249                                 | 30.399  |
| NAFTA          | 45.337                      | 7.339                                  | 52.676  |
| LATAM          | 18.471                      | 3.850                                  | 22.321  |
| APAC           | 2.519                       | 4.357                                  | 6.786   |
| Total Ingresos | 83.957                      | 25.785                                 | 109.752 |

Además, ambas empresas contaban a 31 de diciembre de 2012 con un total de 283.093 empleados.
| Zona            | Fiat S.p.A. | Fiat Industrial S.p.A. | Total   |
| --------------- | ----------- | ---------------------- | ------- |
| EMEA            | 88.625      | 42.152                 | 130.777 |
| NAFTA           | 78.713      | 11.500                 | 90.213  |
| LATAM           | 46.949      | 9.663                  | 56.612  |
| APAC            | 5.549       | 4.942                  | 10.491  |
| Total Empleados | 214.836     | 68.257                 | 283.093 |

## Consejo de administración
La composición de la junta directiva de la firma era la siguiente:
- Presidente: John Elkann.[32]

- Director ejecutivo: Sergio Marchionne (anterior, ya fallecido).[33]

- Directores: Andrea Agnelli, Joyce Victoria Bigio, Tiberto Brandolini d’Adda, René Carron, Luca Cordero di Montezemolo, Gian Maria Gros-Pietro y Patience Wheatcroft.